# Alessandro Santos
Alessandro Santos znany także jako Alex (jap. 三都主アレサンドロ, 20 lipca 1977 w Marindze) – japoński piłkarz brazylijskiego pochodzenia grający na pozycji lewego obrońcy lub pomocnika.

## Kariera klubowa
Dos Santos pochodzi ze stanu Parana. Karierę piłkarską rozpoczął w rodzinnym mieście Maringá, w tamtejszym klubie Grêmio Maringá. Jednak już w 1994 roku opuścił Brazylię i wyjechał do Japonii. Tam uczęszczał do szkoły Meitoku Gijuku High School w Shizuoce. W 1997 roku podpisał profesjonalny kontrakt z drużyną Shimizu S-Pulse. W J-League zadebiutował 9 kwietnia w przegranym 1:4 meczu z Gambą Osaka. Już w maju zdobył swojego pierwszego gola w japońskiej lidze – w spotkaniu z Avispą Fukuoka (1:0). W 1999 roku wywalczył wicemistrzostwo Japonii, a także zdobył Puchar Zdobywców Pucharów Azji. Za swoją postawę otrzymał nagrodę dla Piłkarza Sezonu w J-League. W 2000 roku dotarł z Shimizu do finału Pucharu Japonii, a w 2001 roku wygrał go. Dla S-Pa rozegrał łącznie 198 meczów i zdobył 56 goli.
W 2004 roku dos Santos przeszedł do Urawy Red Diamonds. W 2005 roku wygrał po raz drugi w karierze krajowy puchar. W 2006 roku powtórzył ten sukces, wywalczył też mistrzostwo Japonii i zdobył Superpuchar Japonii.
W styczniu 2007 Alessandro został wypożyczony na rok do austriackiego Red Bull Salzburg i był drugim obok Tsuneyasu Miyamoto Japończykiem w składzie. W austriackiej Bundeslidze zadebiutował 24 lutego w wygranym 2:1 meczu z Grazer AK. W Red Bull na ogół występował w podstawowym składzie i na koniec sezonu wywalczył mistrzostwo Austrii. W salzburskim zespole grał do końca 2007 roku.
Na początku 2008 roku dos Santos wrócił do Urawy Red Diamonds. W trakcie sezonu 2009 odszedł do drużyny Nagoya Grampus, także grającej w J-League. W 2010 roku zdobył z nią mistrzostwo Japonii. Zawodnikiem Nagoyi był do 2012 roku. Następnie występował w drugoligowych drużynach Tochigi SC oraz FC Gifu. Grał też w Brazylii, w zespołach Maringá FC (Campeonato Paranaense), Gremio Maringá (III liga stanu Parana), a także w PSTC z Série D. W 2016 roku zakończył karierę.
| Sezon   | Klub               | Kraj     | Rozgrywki  | Mecze | Bramki |
| ------- | ------------------ | -------- | ---------- | ----- | ------ |
| 1997    | Shimizu S-Pulse    | Japonia  | J-League   | 27    | 3      |
| 1998    | Shimizu S-Pulse    | Japonia  | J-League   | 26    | 10     |
| 1999    | Shimizu S-Pulse    | Japonia  | J-League   | 30    | 11     |
| 2000    | Shimizu S-Pulse    | Japonia  | J-League   | 30    | 4      |
| 2001    | Shimizu S-Pulse    | Japonia  | J-League   | 30    | 12     |
| 2002    | Shimizu S-Pulse    | Japonia  | J-League   | 29    | 9      |
| 2003    | Shimizu S-Pulse    | Japonia  | J-League   | 26    | 7      |
| 2004    | Urawa Red Diamonds | Japonia  | J-League   | 27    | 2      |
| 2005    | Urawa Red Diamonds | Japonia  | J-League   | 32    | 4      |
| 2006    | Urawa Red Diamonds | Japonia  | J-League   | 34    | 5      |
| 2006/07 | Red Bull Salzburg  | Austria  | Bundesliga | 9     | 0      |
| 2007/08 | Red Bull Salzburg  | Austria  | Bundesliga | 11    | 1      |
| 2008    | Urawa Red Diamonds | Japonia  | J-League   | 1     | 0      |
| 2009    | Urawa Red Diamonds | Japonia  | J-League   | 6     | 0      |
| 2009    | Nagoya Grampus     | Japonia  | J-League   | 14    | 0      |
| 2010    | Nagoya Grampus     | Japonia  | J-League   | 25    | 0      |
| 2011    | Nagoya Grampus     | Japonia  | J-League   | 11    | 0      |
| 2012    | Nagoya Grampus     | Japonia  | J-League   | 5     | 0      |
| 2013    | Tochigi SC         | Japonia  | J2 League  | 25    | 2      |
| 2014    | FC Gifu            | Japonia  | J2 League  | 18    | 2      |
| 2016    | PSTC               | Brazylia | Série D    | 3     | 0      |

## Kariera reprezentacyjna
W 2001 roku dos Santos otrzymał japońskie obywatelstwo. W reprezentacji Japonii zadebiutował 21 marca 2002 roku w wygranym 1:0 towarzyskim spotkaniu z Ukrainą. W 2002 roku znalazł się w kadrze na Mistrzostwa Świata 2002. Na tym turnieju, którego współgospodarzem była Japonia, wystąpił we dwóch spotkaniach: grupowym zremisowanym 2:2 z Belgią i w 1/8 finału przegranym 0:1 z Turcją. W 2004 roku znalazł się w kadrze Zico na Puchar Azji 2004 i powtórzył sukces sprzed 4 lat. W 2006 roku Zico powołał dos Santosa na Mistrzostwa Świata w Niemczech. Tam był podstawowym zawodnikiem drużyny Nipponu i wystąpił we wszystkich meczach: przegranym 1:3 z Australią, zremisowanym 0:0 z Chorwacją i przegranym 1:4 z Brazylią (zaliczył asystę przy golu Keiji Tamady).